# Hobbit (trylogia filmowa)
Hobbit (ang. The Hobbit) – trylogia filmowa produkcji amerykańsko-nowozelandzkiej, łącząca gatunek fantasy z filmem przygodowym. Jest to filmowa adaptacja powieści Hobbit, czyli tam i z powrotem autorstwa J.R.R. Tolkiena, wprowadzana do kin jako prequel trylogii filmowej Władca Pierścieni. Producentem, współscenarzystą i reżyserem całego projektu jest Peter Jackson.
Początkowo Hobbit miał składać się z dwóch części, jednak w lipcu 2012 roku Peter Jackson poinformował, iż w związku ze sporą ilością wciąż niezrealizowanego materiału literackiego, ekipa wróci na plan i nakręci dodatkowe zdjęcia, całość zaś zostanie zaprezentowana w trzech filmach. Światowa premiera pierwszego obrazu z serii, zatytułowanego Hobbit: Niezwykła podróż (The Hobbit: An Unexpected Journey), miała miejsce 28 listopada 2012 roku. Drugi film, Hobbit: Pustkowie Smauga (The Hobbit: The Desolation of Smaug), pojawił się w kinach 13 grudnia 2013, zaś trzeci, Hobbit: Tam i z powrotem, miał mieć premierę 18 lipca 2014, jednak 28 lutego 2013 roku MGM wydało oświadczenie prasowe zgodnie z którym premierę filmu przesunięto na 17 grudnia 2014. W kwietniu 2014 roku zmieniono tytuł trzeciej części na The Hobbit: The Battle of the Five Armies (Hobbit: Bitwa Pięciu Armii).
Wśród obsady znalazło się kilkoro aktorów grających te same role, co w ekranizacji Władcy Pierścieni, m.in. Ian McKellen, Andy Serkis, Ian Holm, Hugo Weaving, w tym także ci, których postaci nie występują w książce Hobbit: Cate Blanchett, Christopher Lee, Elijah Wood i Orlando Bloom. Kilka osób wystąpiło znów w ekipie filmowej: współscenarzyści Fran Walsh i Philippa Boyens, ilustratorzy John Howe i Alan Lee, dyrektor artystyczny Dan Hennah oraz operator Andrew Lesnie. Rekwizyty zapewniło znów Wētā Workshop, a Weta Digital ponownie opracowało efekty specjalne. Muzykę do filmu skomponował Howard Shore, kompozytor ścieżki dźwiękowej do Władcy Pierścieni.
Zdjęcia rozpoczęły się 21 marca 2011 roku w Nowej Zelandii i zakończyły 6 lipca 2012 roku tamże. W związku z decyzją o podzieleniu przedsięwzięcia na trzy obrazy, w wakacje 2013 roku twórcy udali się na plan w celu dokręcenia brakujących scen do trzeciej części.

## Produkcja

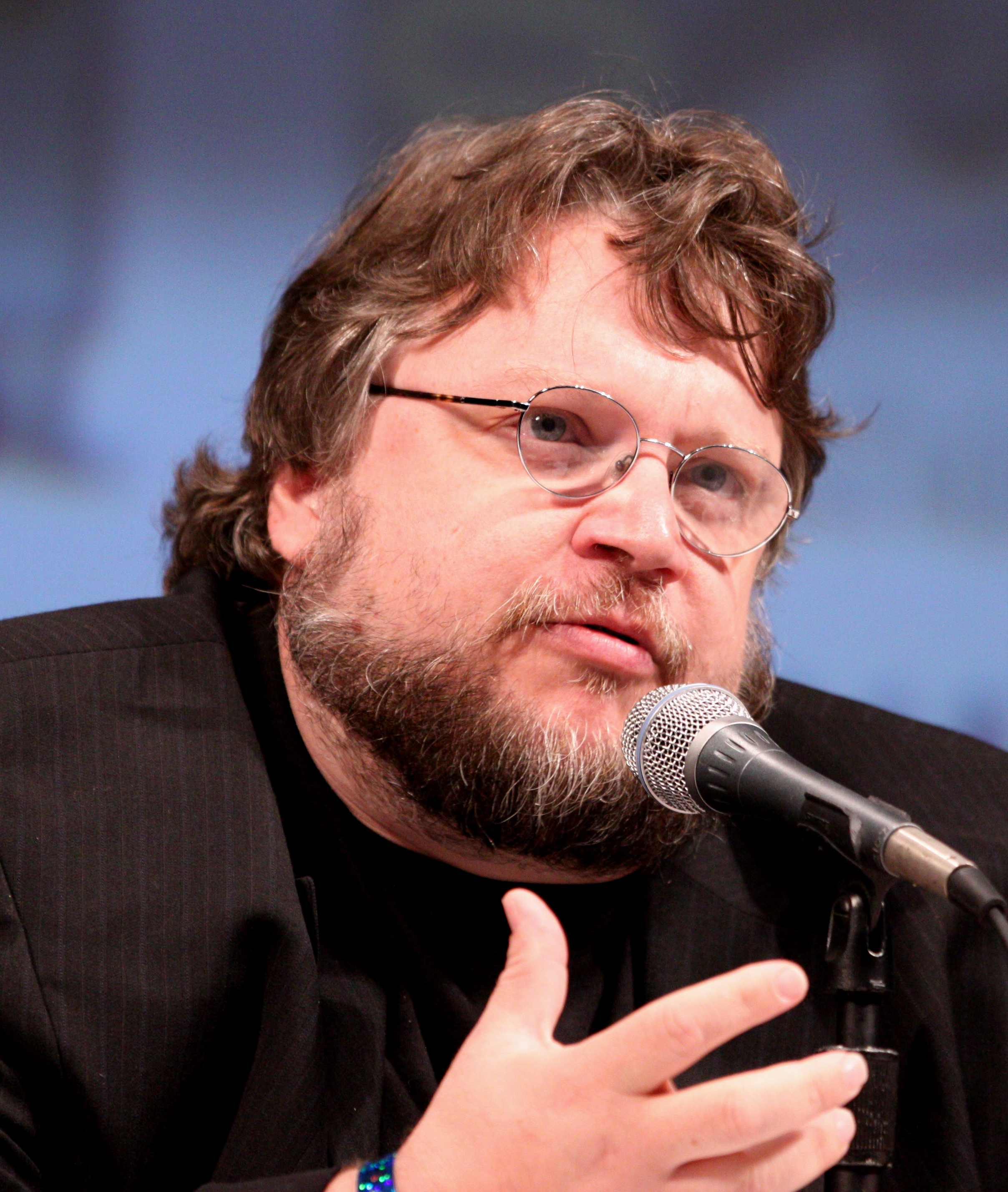
Guillermo del Toro

Peter Jackson i Fran Walsh wyrazili zainteresowanie ekranizacją Hobbita w 1995, miała to być pierwsza część trylogii (dwie pozostałe opierałyby się na Władcy Pierścieni). Pomysł ten jednak upadł, gdy zapadła decyzja o realizacji całej trylogii jedynie na podstawie The Lord of the Rings. Ostatecznie postanowiono podzielić Hobbita na dwa osobne filmy.
W kwietniu 2008 na stanowisku reżysera został obsadzony Guillermo del Toro. Preprodukcja rozpoczęła się w sierpniu 2008, scenariusz pisali Del Toro, Jackson, Walsh oraz Philippa Boyens. Del Toro napisał scenariusz do pierwszej części obrazu, zaś Jackson, Walsh i Boyens do drugiej. Następnie zamienili się tekstami i wnieśli poprawki. Początkowo zakładano, że pierwsza część filmu będzie ekranizacją książki, a druga pomostem pomiędzy historią Hobbita i Władcy Pierścieni, jednak w 2009 roku w wywiadzie dla magazynu Empire del Toro zapowiedział, że obie części ekranizacji będą oparte na powieści Hobbit, czyli tam i z powrotem. Z powodu opóźnień w produkcji Del Toro zrezygnował z reżyserii filmów w maju 2010. W październiku 2010 New Line Cinema, Warner Bros. i MGM ogłosiły podpisanie kontraktu, na mocy którego Jackson miał reżyserować oba filmy w 3D. Jackson nieco zmienił plany w 2012 roku, decydując, że z racji dużej ilości niewykorzystanego materiału, zamiast dwóch, powstaną trzy filmy ekranizujące powieść.
Zdjęcia rozpoczęły się 21 marca 2011. Film był kręcony kamerami cyfrowymi RED EPIC, Jackson wykorzystał 30 ich sztuk na planie filmowym. W kwietniu 2011 reżyser ujawnił, że zdjęcia do filmu powstają przy użyciu 48 klatek na sekundę zamiast standardowych 24. Zabieg miał na celu poprawę jakości i płynności obrazu. Po pierwszych pokazach roboczej wersji filmu technika 48 klatek została ostro skrytykowana. Dziennikarze i widzowie zgodnie twierdzili, iż sprawdza się ona w przypadku krajobrazów, które „zapierały dech w piersiach”, a ich zdaniem inne ujęcia wyglądały niefilmowo, a także zbyt realistycznie, a wrażenie przypominało oglądanie „opery mydlanej na telewizorze HD”. Warner Bros. postanowiło wydać broszurę informującą widzów o użytej technologii oraz poinformowało, że tylko część kopii filmu będzie dystrybuowana w formacie 48 klatek na sekundę.

## Obsada
| Postać                  | Film                                              | Film                                              | Film                                              |
| Postać                  | Niezwykła podróż                                  | Pustkowie Smauga                                  | Bitwa Pięciu Armii                                |
| Kompania Thorina        | Kompania Thorina                                  | Kompania Thorina                                  | Kompania Thorina                                  |
| ----------------------- | ------------------------------------------------- | ------------------------------------------------- | ------------------------------------------------- |
| Bilbo Baggins           | Martin Freeman (dubbing: Waldemar Barwiński)      | Martin Freeman (dubbing: Waldemar Barwiński)      | Martin Freeman (dubbing: Waldemar Barwiński)      |
| Balin                   | Ken Stott (dubbing: Zdzisław Wardejn)             | Ken Stott (dubbing: Zdzisław Wardejn)             | Ken Stott (dubbing: Zdzisław Wardejn)             |
| Bifur                   | William Kircher                                   | William Kircher                                   | William Kircher                                   |
| Bofur                   | James Nesbitt (dubbing: Krzysztof Banaszyk)       | James Nesbitt (dubbing: Krzysztof Banaszyk)       | James Nesbitt (dubbing: Krzysztof Banaszyk)       |
| Bombur                  | Stephen Hunter                                    | Stephen Hunter                                    | Stephen Hunter                                    |
| Dori                    | Mark Hadlow (dubbing: Andrzej Szopa)              | Mark Hadlow (dubbing: Andrzej Szopa)              | Mark Hadlow (dubbing: Andrzej Szopa)              |
| Dwalin                  | Graham McTavish (dubbing: Jan Janga-Tomaszewski)  | Graham McTavish (dubbing: Jan Janga-Tomaszewski)  | Graham McTavish (dubbing: Jan Janga-Tomaszewski)  |
| Fíli                    | Dean O’Gorman (dubbing: Paweł Ciołkosz)           | Dean O’Gorman (dubbing: Paweł Ciołkosz)           | Dean O’Gorman (dubbing: Paweł Ciołkosz)           |
| Glóin                   | Peter Hambleton (dubbing: Leon Charewicz)         | Peter Hambleton (dubbing: Leon Charewicz)         | Peter Hambleton (dubbing: Leon Charewicz)         |
| Kíli                    | Aidan Turner (dubbing: Marcin Przybylski)         | Aidan Turner (dubbing: Marcin Przybylski)         | Aidan Turner (dubbing: Marcin Przybylski)         |
| Thorin II Dębowa Tarcza | Richard Armitage (dubbing: Szymon Kuśmider)       | Richard Armitage (dubbing: Szymon Kuśmider)       | Richard Armitage (dubbing: Szymon Kuśmider)       |
| Óin                     | John Callen (dubbing: Marek Frąckowiak)           | John Callen (dubbing: Marek Frąckowiak)           | John Callen (dubbing: Marek Frąckowiak)           |
| Ori                     | Adam Brown (dubbing: Rafał Fudalej)               | Adam Brown (dubbing: Rafał Fudalej)               | Adam Brown (dubbing: Rafał Fudalej)               |
| Nori                    | Jed Brophy (dubbing: Piotr Bajor)                 | Jed Brophy (dubbing: Piotr Bajor)                 | Jed Brophy (dubbing: Piotr Bajor)                 |
| Istari                  |                                                   |                                                   |                                                   |
| Gandalf Szary           | Ian McKellen (dubbing: Wiktor Zborowski)          | Ian McKellen (dubbing: Wiktor Zborowski)          | Ian McKellen (dubbing: Wiktor Zborowski)          |
| Radagast Bury           | Sylvester McCoy (dubbing: Wiesław Komasa)         | Sylvester McCoy (dubbing: Wiesław Komasa)         | Sylvester McCoy (dubbing: Wiesław Komasa)         |
| Saruman Biały           | Christopher Lee (dubbing: Aleksander Bednarz)     |                                                   | Christopher Lee (dubbing: Jerzy Radziwiłowicz)    |
| Elfowie                 |                                                   |                                                   |                                                   |
| Elrond                  | Hugo Weaving. (dubbing: Adam Bauman)              |                                                   | Hugo Weaving. (dubbing: Adam Bauman)              |
| Galadriela              | Cate Blanchett (dubbing: Danuta Stenka)           | Cate Blanchett (dubbing: Danuta Stenka)           | Cate Blanchett (dubbing: Danuta Stenka)           |
| Galion                  |                                                   | Craig Hall (dubbing: Miłogost Reczek)             |                                                   |
| Elros                   |                                                   | Robin Kerr (dubbing: Rafał Rutkowski)             |                                                   |
| Legolas                 |                                                   | Orlando Bloom (dubbing: Lesław Żurek)             | Orlando Bloom (dubbing: Lesław Żurek)             |
| Lindir                  | Bret McKenzie (dubbing: Leszek Zduń)              |                                                   |                                                   |
| Tauriel                 |                                                   | Evangeline Lilly (dubbing: Lidia Sadowa)          | Evangeline Lilly (dubbing: Lidia Sadowa)          |
| Thranduil               | Lee Pace (dubbing: Piotr Grabowski)               | Lee Pace (dubbing: Piotr Grabowski)               | Lee Pace (dubbing: Piotr Grabowski)               |
| Ludzie                  |                                                   |                                                   |                                                   |
| Alfrid                  |                                                   | Ryan Gage (dubbing: Jarosław Boberek)             | Ryan Gage (dubbing: Jarosław Boberek)             |
| Bain                    |                                                   | John Bell (dubbing: Jan Rotowski)                 | John Bell (dubbing: Jan Rotowski)                 |
| Beorn                   |                                                   | Mikael Persbrandt (dubbing: Zbigniew Konopka)     | Mikael Persbrandt (dubbing: Zbigniew Konopka)     |
| Bard I Łucznik          |                                                   | Luke Evans (dubbing: Łukasz Simlat)               | Luke Evans (dubbing: Łukasz Simlat)               |
| Braga                   |                                                   | Mark Mitchinson                                   | Mark Mitchinson                                   |
| Sigrid                  |                                                   | Peggy Nesbitt (dubbing: Julia Chatys)             | Peggy Nesbitt (dubbing: Julia Chatys)             |
| Tilda                   |                                                   | Mary Nesbitt (dubbing: Magdalena Kusa)            | Mary Nesbitt (dubbing: Magdalena Kusa)            |
| Władca Esgaroth         |                                                   | Stephen Fry (dubbing: Jan Prochyra)               | Stephen Fry (dubbing: Jan Prochyra)               |
| Pozostali krasnoludowie |                                                   |                                                   |                                                   |
| Dáin II Żelazna Stopa   |                                                   |                                                   | Billy Connolly (dubbing: Paweł Szczesny)          |
| Thrór                   | Jeffrey Thomas                                    |                                                   |                                                   |
| Thráin II               | Michael Mizrahi                                   | Antony Sher                                       |                                                   |
| Pozostali hobbici       |                                                   |                                                   |                                                   |
| Starszy Bilbo Baggins   | Ian Holm (dubbing: Kazimierz Kaczor)              |                                                   | Ian Holm (dubbing: Kazimierz Kaczor)              |
| Frodo Baggins           | Elijah Wood (dubbing: Józef Pawłowski)            |                                                   |                                                   |
| Gollum                  | Andy Serkis (dubbing: Borys Szyc)                 |                                                   |                                                   |
| Siły zła                |                                                   |                                                   |                                                   |
| Azog                    | Manu Bennett                                      | Manu Bennett                                      | Manu Bennett                                      |
| Troll Bert              | Mark Hadlow (dubbing: Mirosław Zbrojewicz)        |                                                   |                                                   |
| Bolg                    | Conan Stevens                                     | Lawrence Makoare                                  | John Tui                                          |
| Czarnoksiężnik          | Benedict Cumberbatch                              | Benedict Cumberbatch                              | Benedict Cumberbatch                              |
| Goblin Skryba           | Kiran Shah                                        |                                                   |                                                   |
| Narzug                  | Ben Mitchell (dubbing: Jakub Wieczorek)           | Ben Mitchell (dubbing: Jakub Wieczorek)           |                                                   |
| Smaug                   | Benedict Cumberbatch (dubbing: Jacek Mikołajczak) | Benedict Cumberbatch (dubbing: Jacek Mikołajczak) | Benedict Cumberbatch (dubbing: Jacek Mikołajczak) |
| Troll Tom               | William Kircher (dubbing: Miłogost Reczek)        |                                                   |                                                   |
| Wielki Goblin           | Barry Humphries (dubbing: Michał Piela)           |                                                   |                                                   |
| Troll William           | Peter Hambleton (dubbing: Artur Dziurman)         |                                                   |                                                   |
| Yazneg                  | John Rawls                                        |                                                   |                                                   |
| Fimbul                  | Stephen Ure                                       |                                                   |                                                   |
| Grinnah                 | Stephen Ure (dubbing: Krzysztof Szczerbiński)     |                                                   |                                                   |
| Pająk #1                |                                                   | Brian Sergent (dubbing: Karol Pocheć)             |                                                   |
| Pająk #2                |                                                   | Peter Vere-Jones (dubbing: Maciej Kujawski)       |                                                   |